# Antecámara del Alcázar de Madrid

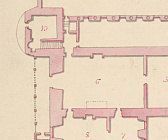
La antecámara, en el centro de la imagen, en un plano de 1711. Al este se sitúa la saleta; al norte, la Galería del Cierzo; al noroeste, la Torre de Francia (13) y al sur, la antecamarilla de Embajadores (7) y la Cámara (8).

La antecámara del Alcázar de Madrid (también conocida como Sala de Consultas o Pieza del Dosel) fue una sala de esta residencia regía desaparecida, importante por su papel ceremonial.

## Historia
La sala se formó en los primeros tiempos del alcázar y fue reformada en el marco de los trabajos ordenados por Juan II de Castilla. En aquel momento era conocida como Cuadra del Rey o Quadra del Rey.
La estancia fue testigo a lo largo de su historia, desde el periodo de la dinastía Trastámara, hasta el incendio del Alcázar en 1734, de diferentes acontecimientos y anécdotas. Por ejemplo en 1566, el príncipe don Carlos increpó a los procuradores en cortes que se encontraban reunidos en la sala, formando juntas, por haber sugerido que el príncipe debía permanecer en Castilla y no trasladarse junto a su padre a Flandes. En 1634 llegó hasta esta sala un loco que se coló en el regio alcázar, episodio señalado por Barrios Pintado como ejemplo de la inseguridad del lugar.

## Descripción
Se situaba en la crujía norte del Alcázar, en concreto, en la esquina noroeste. Formaba parte del Cuarto del Rey, conjunto de habitaciones destinadas a servir de morada al monarca dentro del edificio. Durante las reformas emprendidas en la primera mitad del siglo XVI en el edificio por Carlos I, se le dotó de yeserías decorativas. Hacia 1625, estaba decorada con tapices y era considerada como una [pieza] bastante oscura. La estancia recibía luz por medio de unas ventanas en la parte alta de su muro norte, que abrían por encima de la Galería del Cierzo, lo que según Íñiguez Almech probaría una doble altura de techos de la antecámara.
En la sala se encontraba un trono bajo un dosel, de donde tomaba su nombre de Pieza del Dosel, Pieza del Trono o Sala del Trono. También contaba con una chimenea en el lado norte, frente al dosel.
La antecámara jugaba un papel importante dentro de la función del Alcázar como espacio áulico. En esta sala, el monarca realizaba la ceremonia del lavatorio de los pies y comida de los pobres, el Jueves Santo. Además, era el lugar en el que el Rey comía en público, tanto de forma ordinaria, como en ocasiones extraordinarias como en la Epifanía, cuando compartía mesa con el conde de Ribadeo, según privilegio otorgado por Juan II de Castilla. La sala constituía el lugar donde el rey recibía a lo recibía al Consejo de Castilla en sus reuniones de los viernes (de ahí su nombre, Sala o pieza de Consultas); así como, donde esperaban los consejos a la salida del monarca.
Hasta esta habitación tenían entrada los gentileshombres de boca. Guardaban las entradas a esta sala, los Ujieres de Cámara. Estos últimos también cuidaban de que nadie se cubriera o pasara cubierto ante el dosel.

### Individuales
1. ↑  Puerto Sarmiento, Francisco Javier (2022). El Príncipe Don Carlos de Austria: Un hombre desesperado. Historia y Leyenda.. Editorial Sanz Y Torres S.l. pp. 174-175. ISBN 978-84-18316-64-7. Consultado el 26 de mayo de 2023.
2. ↑  Barrios Pintado, 2016, p. 256.
3. ↑  Cervera Vera, Luis (1994). «Obras en el Alcázar madrileño de Carlos V». El Real Alcázar de Madrid: Dos siglos de arquitectura y coleccionismo en la Corte de los Reyes de España, 1994, ISBN 84-86763-91-6, págs. 44-59 (Nerea): 44-59. ISBN 978-84-86763-91-6. Consultado el 26 de mayo de 2023.
4. ↑  Según Cassiano dal Pozzo, citado en Barrios Pintado y 2016, 262.
5. ↑  Iñiguez Almech, Francisco (1952). «El Alcázar de Madrid». Casas reales y jardines de Felipe II. Cuadernos de trabajo de la Escuela Española de Historia y Arqueología en Roma. CSIC - Escuela Española de Historia y Arqueología (EEHAR). p. 79. Wikidata Q113650655.
6. ↑  Orson, 1986, p. 17.
7. ↑  Pérex Agorreta, María Jesús (1997). «Fiesta y alimentación en la España Moderna: el banquete como imagen festiva de abundancia y refinamiento». Espacio, tiempo y forma. Serie IV, Historia moderna (10): 53-98. ISSN 1131-768X. Consultado el 31 de mayo de 2023.
8. ↑  Orson, 1986, p. 18.
9. ↑  Orson, 1986, p. 20.
10. ↑  Barrios Pintado, 2016, p. 261.
11. ↑  Jiménez, Carlos Gómez-Centurión (30 de diciembre de 1996). «Etiqueta y ceremonial palatino durante el reinado de Felipe V: El reglamento de entradas de 1709 y el acceso a la persona del rey». Hispania 56 (194): 965-1005. ISSN 1988-8368. doi:10.3989/hispania.1996.v56.i194.721. Consultado el 26 de mayo de 2023.
12. ↑  Rodríguez Villa, Antonio (1875). Etiquetas de la casa de Austria. Medina y Navarro. pp. 48-49. Consultado el 29 de mayo de 2023.
13. ↑  Cruz Valdovinos, José Manuel (13 de abril de 2008). «Oficios y mercedes que recibió Velázquez de Felipe IV». Anales de Historia del Arte 18: 111-139. ISSN 1988-2491. Consultado el 31 de mayo de 2023.